# Carl Unander-Scharin
Carl Unander-Scharin, född 5 januari 1964 i Stockholm, är en svensk tonsättare, operasångare (tenor), uppfinnare och professor. 

## Biografi
Carl Unander-Scharin utbildade sig 1984–91 vid kyrkomusiker-, musiklärar- och körpedagogklasserna på Musikhögskolan i Stockholm och 1991–95 vid Operahögskolan i Stockholm.  Studier i orgel för Hans Fagius, dirigering för Eric Ericson och Jorma Panula, samt sång för Solwig Grippe, Hans Gertz, Nicolai Gedda, Erik Saedén och Gösta Winbergh. Under åren på Operahögskolan studerade han även elektroakustisk musik vid Elektroakustisk Musik i Sverige.
Han är verksam som tonsättare och sångare, och har huvudsakligen komponerat verk med vokala inslag, ofta i en elektroakustisk kontext. Han har varit engagerad som sångare vid bland annat Folkoperan, Drottningholms Slottsteater, Vadstena-Akademien och Kungliga Operan, samt som oratoriesångare. Han utsågs 2015 till ledamot av Kungliga Musikaliska Akademien. År 2023 utsågs han till "KTH:s Årets Alumn - operans techrebell".
Carl Unander-Scharin, som tillhör släkten Unander-Scharin, är gift med koreografen Åsa Unander-Scharin.

### Komposition
Carl Unander-Scharin har komponerat opera sedan 1991 då hans Mannen på sluttningen, libretto Katarina Frostenson, hade urpremiär i Sveriges Radio och även representerade Sverige i Prix Italia året därpå. Han fick sitt genombrott vid Vadstena-Akademien1996 med operan Tokfursten, som bygger på Elgard Jonssons självbiografiska roman om att tillfriskna från schizofreni, med libretto av tonsättaren själv, Magnus Carlbring och Nils Spangenberg. Åren 1996–97 framfördes sångcykeln Figurer i ett landskap – sångcykel för radiomediet av Sveriges Radio, ett verk uppbyggt kring nio olika röstartister och deras olika sätt att använda sina röster, baserat på en diktsvit av poeten Ingamaj Beck. Andra librettister Carl Unander-Scharin har samarbetat med är Alexander Ahndoril, Sömnkliniken 2000, Barbro Lindgren, Loranga, Masarin och Dartanjang, 2006, och Magnus Florin, Riddartornet, opera efter E J Stagnelius, 2018. 
Carl Unander-Scharin har även gjort musik till flera dansföreställningar i samarbete med hustrun Åsa Unander-Scharin, däribland Tanke, Mönster och Tomrum , Qivittoq, och Hybrid, Väsen och Labyrinter. Även till filmerna Elevation och The Lamentations of Orpheus av Åsa Unander-Scharin har maken gjort musik, respektive sånginspelningarna. 
År 2004 var han huskompositör vid Den Anden Opera i Köpenhamn och 2007–09 vid Göteborgsoperan.

### Forskning och teknisk innovation
Tillsammans med bland andra Åsa Unander-Scharin har han i många år tagit fram en mängd unika elektrotekniska apparaturer för förnyelse av sång- och dansformerna och införandet av en mer interaktiv interpellation mellan sångare/dansare, musik och helhetsupplevelse. Även teknik till hjälp för sångares egen vidare skolning och utveckling ingår i konceptet som samlats under begreppen Extended Opera respektive Opera Mecatronica. De arbetar också med utvecklandet av nya "elektroniska" och mekaniska opera- och dansformer.
Mellan 2010 och 2015 var han doktorand vid Kungliga Tekniska Högskolan i ett samarbete med Operahögskolan i Stockholm. Han disputerade år 2015 vid KTH med avhandlingen "Extending Opera". Åren 2011–14 innehade han en gästprofessur i ämnet "Opera och Teknik" vid Operahögskolan där han bland annat ansvarade för kursen Extended Opera. Från 2014 är han även professor vid Ingesunds musikhögskola, Karlstads Universitet.

### Roller
Bland Carl Unander-Scharins roller på operascenerna kan nämnas Don Ottavio i Mozarts Don Giovanni,  Han i Ingvar Lidholms Ett Drömspel och Nemorino i Donizettis Kärleksdrycken. Mellan år 2000 och 2011 ingick han i solistensemblen vid Kungliga Operan och framträdde i roller som Tamino i Trollflöjten, Almaviva i Barberaren i Sevilla och Fiskaren i Stravinskijs Näktergalen. Säsongen 2009 sjöng Carl Unander-Scharin rollen som Nadir i Bizets Pärlfiskarna vid Folkoperan, och säsongen 2014 rollen som Faust i Lili Boulangers Faust et Helène vid Malmö Opera. Han framträder regelbundet i höga tenorpartier såsom Bachs evangelistpartier, Rossinis Stabat Mater och Petite Messe Solenelle, Händels Messias, liksom i en rad av konserter med mer populär repertoar.

### Operor
- 1991 – Mannen på sluttningen (radioopera, Sveriges Radio)
- 1996 – Tokfursten (opera, Vadstena-Akademien  Sveriges Radio)
- 1998 – Lysistrate (komisk opera, Operahögskolan i Stockholm, Folkoperan)
- 2001 – Hummelhonung (opera efter Torgny Lindgren, Kungliga Operan, Sveriges Radio)
- 2003 – Byrgitta (opera för Heliga Birgittas 700-årsjubileum, Vadstena slott, Sveriges Radio)
- 2006 – Loranga, Masarin och Dartanjang (komisk opera efter Barbro Lindgrens libretto, Kungliga Operan, Sveriges Radio)
- 2008 – The Crystal Cabinet (interaktiv drömspelsopera, Piteå Kammaropera)
- 2009 – Sömnkliniken (thrilleropera med libretto av Alexander Ahndoril, GöteborgsOperan)
- 2012 – The Elephant Man (opera, Norrlandsoperan, Sveriges Radio)
- 2012-16 – Opera Mecatronica/ Extending Opera Workshop (interaktiva operor i samarbete med Åsa Unander-Scharin, Cape

Town Opera, Liszt Akademien Budapest, Operadagen Rotterdam)
- 2018 – Riddartornet (opera efter E J Stagnelius med libretto av Magnus Florin, Mälardalens Högskola & Vadstena-Akademien
- 2019 – ReCallasMedea (Croatian National Opera, Rijeka)
- 2022– The Tale of the Great Computing Machine (KTH, Reaktorhallen, Sveriges Radio)

### Dansverk och blandexperiment
- 1991 – I Pekfingrets förlängning (dansverk med Åsa Unander-Scharin, Dansens Hus, Stockholm)
- 1992 – Pumpgropen (interaktivt dansverk med Åsa Unander-Scharin, Dansen Hus, Stockholm och Dansestationen, Köpenhamn
- 1993 – Spelsinnetur (dansverk med Åsa Unander-Scharin, Dansens Hus, Stockholm)
- 1996 – ...entendre encore... (dansverk med Åsa Unander-Scharin, Moderna Dansteatern, Stockholm)
- 1998 – The Lamentations of Orpheus (med Åsa Unander-Scharin - robotkoreografi)1
- 1999 – Orfeusperspektivet (dansverk med Åsa Unander-Scharin, Vilnius dansfestival, Litauen)
- 1999 – DansDjs (samkomposition, dansverk med Åsa Unander-Scharin, Dansens Hus, Stockholm)
- 2000 – Tanke, Mönster och Tomrum (interaktivt dansverk med Åsa Unander-Scharin, samkomposition, Kulturbro 2000, Dansstationen Malmö och Dansescenen i Köpenhamn) Stockholm
- 2002 – Qivittoq (interaktivt dans-, sång-, elektronikverk med Åsa Unander-Scharin, text Ingamaj Beck))
- 2003 – Elevation (dans- och musikfilm med Åsa Unander-Scharin, Sveriges Television)
- 2004 – Navigation (interaktiv utställning Dansmuséet, Stockholm
- 2004 – The Pearlfishers (med Åsa Unander-Scharin, vatteninteraktivt verk)
- 2005 – Hybrid (interaktivt opera-dansverk, Moderna Dansteatern, Stockholm)
- 2006 – Petruschjka's Cry (med Åsa Unander-Scharin - robotkoreografi)
- 2010 – Olimpia (med Åsa Unander-Scharin - robotkoreografi)
- 2010 – Ombra mai fù (med Åsa Unander-Scharin, interaktivt träd)
- 2010 – Robocygne (med Åsa Unander-Scharin - robotkoreografi)
- 2011 – Swanlake Revisited (interaktiv utställning Dansmuséet, Stockholm)
- 2012 – Artificial Body Voices (interaktiv dansfilm med Åsa Unander-Scharin, Piteå

Acusticum, Sveriges Television)
- 2012 – Sing the Body Electric! - a Corporatorio (interaktivt opera-dansverk med nya teknologier, Operahögskolan i Stockholm, Cape Town Opera i Sydafrika)
- 2016 – Varelser och Ballader (scenisk sångcykel med Åsa Unander-Scharin)

### Körverk, vokalverk, instrumentalverk
- 1997 – Figurer i ett landskap - sångcykel för radiomediet (sångcykel för Sveriges Radio, erhöll Juryns särskilda omnämnande vid Prix Italia 1999)
- 1998 – Mässa vid höst (körmässa)
- 1999 – Bist du bei mir (arrangemang)
- 1999 – Tx: Mäster Eckhart (motett 1, Mikaeli Kammarkör)
- 2001 – Predikaren (motett 2, Katarina Kammarkör))
- 2004 – Apostlagärning (oratorium, Stefanskyrkan i Stockholm, Sveriges Radio)
- 2005 – Spiritual Exercises/Andliga övningar (motett 3, Rikskonserter, Lamentabile consort)
- 2006 – Teatermusik till Fedra av Jean Racine (Dramaten)
- 2007 – The World As I See It (sångcykel till texter av Albert Einstein, Kroumata och Erika Sunnegårdh)
- 2007 – To the Unknown God (motett 4, S:t Jakobs kammarkör)
- 2007 – From Things to Sounds (Körsvit, Radiokören)
- 2007 – Djupt under dagens yta (motett 5, Västerås Domkyrka)
- 2007 – Poetical Sketches, Part the First (Körsvit, Stockholms Gosskör)
- 2009 – ...hold infinity in the palm of your hand... (Körsvit, Adolf Fredriks Musikklasser, Konserthuset)2010 – Medmänniskor (oratorium med texter av Stefan Einhorn, Radiokören, Berwaldhallen)
- 2010 – Odjuret (Filmmusik, SVT)
- 2011 – The Eternal Body of Man is the Imagination (för barockorkester, Drottningholms barockensemble))
- 2014 – Saliprisning (motett 6, Engelbrekts kammarkör)
- 2015 – Gedänkstätte (för oboe och piano)
- 2016 – Calligrammes (Symfonisk dikt för kör, solister och teknologi, Berwaldhallen,

Radiokören)
- 2017 – Plåtsax - Hjärtats instrument (sångcykel för baryton och piano)
- 2017 – Cäcilie (sång för alt, sopran och piano)
- 2019 – Salve Flos Decor et Ecclesiae (dubbelkör, Västerås Domkyrka)
- 2019 – The Cloud of Unknowing (körsvit med orgel, Erik Westbergs Kammarkör, Piteå Acusticum)
- 2023 – Suite Processions (för två orglar)

## Diskografi
- 1988 – Stellan Sagvik: Efter passionen (tenorsolist) (NOSAGCD008)
- 1989 – The splendours of Felicity (tenorsolist), Musica Sveciae Records, Stockholm, Sweden (MSCD 904)
- 1990 – Andeliga sånger (tenorsolist), Musica Svecia Records, Stockholm, Sweden (MSCD115)
- 1991: Piae Cantiones (tenorsolist), Musica Sveciae Records, Stockholm, Sweden

(MSCD 201)
- 1993 – Ingvar Lidholm: Ett Drömspel (tenorsolist), Caprice Records, Stockholm,

Sweden (CAP22029)
- 1996 – Actus Tragicus (tenorsolist), Forked Fingers production, Stockholm, Sweden

(Forked Fingers CD 001)
- 1997 – Nils Lindberg: Carpe Diem (tenorsolist), Ladybird Records, Stockholm

Sweden (LBCD0024)
- 1998 – Tokfursten (tonsättare), Caprice (CAP 22046)
- 2000 – Figurer i ett landskap (tonsättare),(EORCD 001)
- 2000 – Soberana (tonsättare,Anagram CD 49)
- 2003 – Henk Badings Liedercyklus (FRCD008)
- 2007 – 40 Summers of Opera (dBCD116-119)
- 2008 – Stockholms gosskör live (tonsättare, Nosag CD 155)
- 2012 – JS Bach: h-moll mässan (tenorsolist, LVE-8)
- 2016 – Sixten: St John passion (tenorsolist, Ictus, CD IMP1619)
- 2022 – The Cloud of Unknowing (tonsättare,  Swedish Society. SCD1185)